# Michele Membrè
Michele Membrè, in den Quellen Michiel (* 1509; † November 1594), war einer der besten Übersetzer türkischer Texte ins Venezianische und vice versa, den die Republik Venedig aufbieten konnte. Er folgte als zweiter Inhaber des Amtes eines Staatsübersetzers (dragomanno, Tolmetsch) dem 1534 eingesetzten Girolamo Civran im Amt.

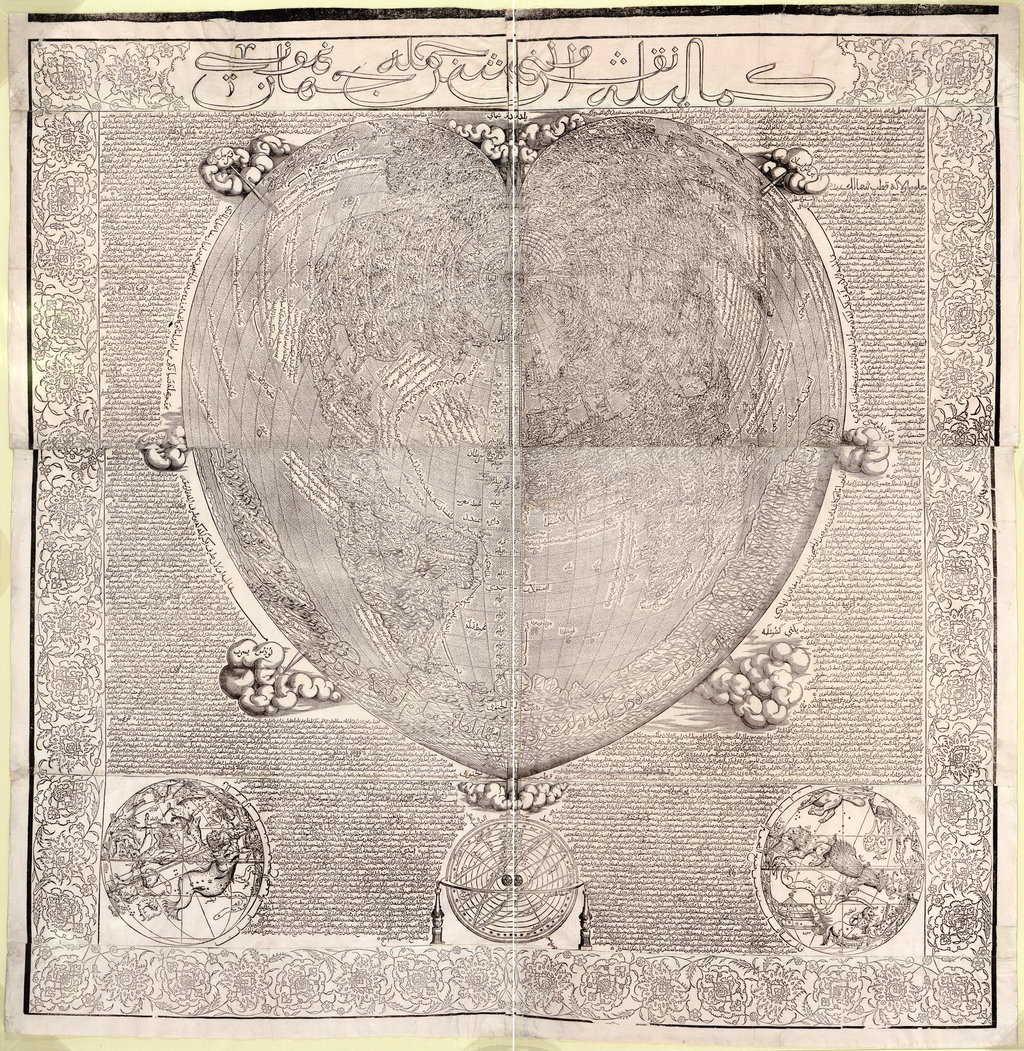
Dieser 92 mal 91 cm messende Holzschnittabdruck von 1795 mit seinen osmanischen Beschreibungen basiert auf einer 1534 entstandenen herzförmigen Karte aus Tunis, die Hadschi Ahmad zugeschrieben wird. Sie wurde wohl von Giovanni Battista Ramusios Delle Navigationi et Viaggi beeinflusst und von einer Gruppe von Kartographen um Nicolò Cambi und Michele Membré ins Werk gesetzt. Sie war auf das Jahr 967 nach der Hidschra datiert (1559/60). Herausgeber war Oronce Fine.

## Leben
Membrè wurde wohl 1509 geboren, denn in seinem Testament von 1591 gibt er an, 82 Jahre alt gewesen zu sein. Auch berichtete er in seiner relazione über Persien von 1539, er habe zu diesem Zeitpunkt 30 Jahre gezählt. Allerdings heißt es in seinem Nachruf von 1594, er sei 91 Jahre alt geworden.
Er wurde bei Bernardo Benedetti, einem vermögenden venezianischen Kaufmann und Verwandten seiner Großmutter auf Zypern ausgebildet, bei dem er auch wohnte; sein Vater hieß Davide. Er wuchs in Santo Sozomeno auf.
Auf den Märkten Syriens und Anatoliens lernte er Türkisch und Arabisch. Im August 1538 wurde dem Rat der Zehn in Venedig, wo man auf der Suche nach einem geeigneten Gesandten an den Hof Tahmasps I., des Schahs von Persien war, von Benedetti mitgeteilt, dass Michele Membrè in Frage käme.
Membrè erschien in Venedig und behauptete, Sohn tscherkessischer Eltern zu sein. Während des 1537 begonnenen Krieges zwischen Venedig und dem Osmanischen Reich, der bis 1540 andauerte, sollte er als Gesandter an den persischen Hof gehen, um einen Bündnisvertrag mit dem Schah auszuhandeln. Über Smyrna reiste er nach Marand, der Sommerresidenz des Schahs, von dem er bereits am 14. September ein Antwortschreiben erhielt. Er verhandelte bis in den Sommer des Jahres 1540, als ihm zu Ohren kam, dass Venedig mit Istanbul Friedensverhandlungen aufgenommen hatte.
Über Hormuz, Indien und Lissabon kehrte er im Sommer 1541 zurück. In Valladolid erhielt er Audienz bei Kaiser Karl V., dem er gefälschte Schreiben, wohl des Schahs, unterbreitete. Über Avignon, Marseille und Genua erreichte er schließlich im Januar 1542 Venedig.
Dort legte er 1542 seinen Bericht, die Relazione di Persia vor, die heute im Staatsarchiv Venedig, Collegio, Relazioni, busta 25 liegt. Darin berichtet er von einem Bruder, und von seinen zu diesem Zeitpunkt noch lebenden Eltern. Hingegen heißt es in zwei Quellen von 1554 und 1558, er unterstütze seine alte Mutter, die niemanden mehr habe. In seinem Testament von 1594 heißt es, er sei der letzte Angehörige seiner Familie.
Ein Filippo Membre aus Nikosia war als Übersetzer beschäftigt, denn er beherrschte sowohl Türkisch als auch Arabisch. Er schrieb einen Bericht über die Eroberung der Stadt durch die Osmanen, der 1571 in Nürnberg in deutscher Übersetzung gedruckt wurde. Auch studierte ein Neffe Michele Membrés namens Filippo Emanuel Türkisch, Arabisch und „Syrisch“. Er wurde 1564 in Nikosia als Übersetzer beschäftigt. Nach der Eroberung Zyperns wurde er nach Konstantinopel deportiert.
1543 reiste Michiel Membré mit dem venezianischen bailò Stefano Tiepolo nach Konstantinopel. Nachdem er 1550 zum dragomanno (auch turcimanno) ernannt worden war, liefen alle Schreiben an die Osmanen zunächst über seinen Tisch. Vor allem aber übersetzte er für die türkischen Händler in der Stadt. Bei der Auswahl eines ersten Handelshauses, eines Fontego dei Turchi, wirkte er mit, der Osteria dell’Angelo, die Bartolomeo Vendramin anbot.
Allerdings versuchte gegen Ende seines Lebens ein Neffe ihn zu ermorden. Nicht weniger als 34 Testamente setzte Membrè auf, allein sieben davon im Jahr 1594. Auf der anderen Seite pflegte er intensive Kontakte und Freundschaften mit allen, die am Osthandel interessiert waren. Zu diesen zählte etwa Giovanni Battista Ramusio oder der Kartograph Girolamo Gastaldi, der Membrè als überaus gebildet in der arabischen, persischen und türkischen Sprache bezeichnete. An der 1559 durch Marcantonio Giustiniani erstellten Karte mit osmanischer Beschriftung hatte er erheblichen Anteil. Möglicherweise diente eine nicht erhaltene, unter seiner Mitwirkung entstandene Karte als Modell für die Karte, die in Antwerpen entstand und die heute in der Bibliothek Juleum von Helmstedt aufbewahrt wird.
1579 erhielt er vom Staat ein jährliches Salär von 150 Dukaten für seine 37-jährige Tätigkeit als Übersetzer, mit der Erlaubnis, diese an einen Erben weiterzugeben. Zugleich erhielt er den Posten eines „pesador e scrivano alle biccarie“, also eines Wiegers und Schreibers an den Schlachtereien.
Membrè war nicht nur ein hervorragender Übersetzer, sondern erwies in seinen Berichten über die in der Stadt anwesenden Briefüberbringer oder Botschafter vom osmanischen Hof schriftstellerische Qualitäten. Zugleich lieferte er für Historiker überaus bedeutende Informationen.